# صنایع آینده
صنایع آینده کتابی است نوشته الک راس (به انگلیسی: Alec Ross) که در سال ۲۰۱۶ منتشر شده‌است. این کتاب به بررسی موج بعدی نوآوری در رباتیک، ژنتیک، رمزنگاری و کلان داده و همچنین تأثیر این نوآوری‌ها بر جهان می‌پردازد. این کتاب در سال ۱۳۹۷ با ترجمه صالح سپهری‌فر، بهاره رضاجو و اردوان یزدی توسط نشر دنیای اقتصاد به‌فارسی منتشر شد. 

## موضوع
کتاب صنایع آینده نوشته الک راس به بررسی تغییرات ژئوپولیتیکی، فرهنگی و نیز انسانی حاصل از صنایع کلیدی در طی بیست سال آینده می‌پردازد. الک راس استاد پروازی دانشگاه جان هاپکینز است که در گذشته سمت مشاور عالی در حوزه فناوری هیلاری کلینتون در وزارت خارجه ایالات متحده را بر عهده داشت است. او در دوره‌ای که مشاور عالی فناوری کلینتون بود، از ۴۱ کشور دنیا بازدید کرد و در این سفرها به بررسی پیشرفت‌های فناوری در آن‌ها پرداخت. او در مراکز مختلفی نظیر سازمان ملل متحد، دانشگاه آکسفورد، دانشکده حقوق دانشگاه هاروارد و نیز دانشکده کسب‌وکار استنفورد به‌عنوان استاد مهمان حضور داشته‌است. راس فعالیت خود در زمینه تدریس را ابتدا در مؤسسه «تدریس برای آمریکا» آغاز کرد و در سال ۲۰۰۰ میلادی نیز سازمانی ناسودبر در حوزه فناوری را با نام «وان اکونومی» بنیان نهاد.
این کتاب به بررسی صنایع مختلف (رباتیک، ژنتیک، رمزنگاری و کلان داده) می‌پردازد. راس به بررسی این مطلب می‌پردازد که چگونه پیشرفت‌ها در رباتیک و نیز علوم زیستی می‌تواند زندگی ما را تغییر دهد. الک راس در این کتاب بیان می‌دارد که پیشرفت‌های قابل توجه در زمینه علوم زیستی سبب افزایش طول عمر انسان می‌شود. با این وجود قرار نیست همه انسان‌ها از این پیشرفت‌ها منتفع شوند. راس همچنین زمان زیادی را به بررسی «کدنویسی» و اینکه چگونه پول مجازی و نبردهای سایبری می‌توانند به اقتصاد جهان سود رسانده یا به صورت بالقوه آن را متلاطم سازند اشاره می‌کند. راس همچنین به این مسئله می‌پردازد که چگونه داده‌ها می‌توانند «ماده خام عصر اطلاعات» باشند.
راس همچنین به جهانی‌سازی و موارد مربوط به ژئوپولیتیک اقتصاد اشاره دارد. در کتاب صنایع آینده می‌بینیم که چگونه رقابت و نیز جوامع، خانواده‌ها و نیز افراد در آینده دچار تحول می‌شوند. الک راس همچنین به اهمیت زنان اشاره می‌کند و بیان می‌دارد که «دولت‌ها و جوامعی که بیشترین کار و خدمت را برای زنان انجام می‌دهند، در عرصه رقابت به بهترین جایگاه دست یافته و در صنایع آینده به موفقیت دست می‌یابند.» افزون بر این، این کتاب به بررسی این مسئله می‌پردازد که چگونه باید بچه‌ها را برای «موفقیت در دنیای دارای تغییرات و رقابت‌های روزافزون» آماده کرد.
الک راس در مورد تغییری که در زمینه رباتیک و روند حرکت از ربات‌های انجام دهنده کارهای تکراری و غیرفکری به‌سمت انجام اموری غیرتکراری و نیازمند ادراک صحبت می‌کند. او بر این باور است که پیشرفت‌های صورت گرفته در زمینه مدل‌سازی ریاضی و نیز رباتیک ابری (یادگیری ماشینی و هوش مصنوعی) سبب می‌شود ربات‌ها بیش از پیش برای ما قابل پذیرش شوند. او در این کتاب به این امر می‌پردازد که چگونه فرهنگ‌های مختلف واکنش‌های متفاوتی به رباتیک دارند و برای مثال، به استفاده ژاپنی‌ها از ربات برای نگهداری از سالمندان اشاره می‌کند. او همچنین پیش‌بینی می‌کند که کشورهای کمتر توسعه یافته شاید در فناوری‌های مربوط به رباتیک پیشرفت غیرمنتظره و ناگهانی داشته باشند، درست همان‌طور که این کشورها بدون دسترسی به زیرساخت‌های تلفن ثابت، به یکباره به سراغ فناوری تلفن همراه رفتند.
بر اساس اظهارات الک راس، برنامه‌نویسی رایانه‌ای صنعتی چند تریلیون دلاری را ایجاد کرد. در این میان، ژنومیک نیز صنعت چند تریلیون دلاری آینده را ایجاد خواهد کرد. در این کتاب می‌خوانیم که چطور با استفاده از دانش ژنتیک تاکنون توانسته‌ایم برای درمان سرطان و نیز پرورش اندام‌های مصنوعی استفاده کنیم. تفاوت میان سرمایه‌گذاری صورت گرفته بر روی ژنومیک از سوی ایالات متحده و چین از دیگر موارد مورد بحث در این کتاب است.
راس سپس به مسئله «رمزنگاری» پول و نیز رمزنگاری بازارها و اعتماد می‌پردازد و به تشریح روند صورت گرفته در انتقال از پول نقد به بانکداری آنلاین و همراه اشاره می‌کند. او همچنین در مورد اقتصاد اشتراکی صحبت کرده و با ذکر مثال‌هایی از ای‌بی و ایر بی‌ان‌بی، به تشریح خلاصه‌ای از داستان بیت‌کوین و فناوری زنجیره بلوکی می‌پردازد. راس همچنین توضیحاتی در مورد امنیت سایبری و نیز استفاده خرابکارانه از کدهای رایانه‌ای می‌دهد. او در این کتاب پیش‌بینی می‌کند که اندازه بازار امنیت سایبری تا پایان سال ۲۰۱۷ به ۱۷۵ میلیارد دلار خواهد رسید.

## انگیزه نگارش
الک راس می‌گوید که هدفش از نگارش این کتاب، ارائه چشم‌اندازی ترازمند از آینده است که به نوعی نقطه میانی دو دیدگاه آرمان‌شهری و پادآرمان‌شهری از آینده است. به همین دلیل، او این کتاب را با داستان مشکلاتی که در کودکی و نوجوانی در ویرجینیای غربی داشته آغاز می‌کند. او می‌گوید که مطمئن است پدر و مادرش در دهه ۱۹۶۰ به‌شدت از کتابی این چنینی که می‌توانست پیامدهای جهانی‌سازی را پیش‌بینی کند استقبال می‌کردند. راس همچنین حسرت می‌خورد که چرا در دوره دانشجویی او که تازه اینترنت وارد بازار شده بود، کتابی این چنینی دربارهٔ اثرات اینترنت بر اقتصاد وجود نداشت.

## نقد و بررسی
تاکنون بیشتر نقد و بررسی‌های صورت گرفته در مورد کتاب صنایع آینده، مثبت بوده که برای نمونه می‌توان به نقدهای نوشته شده در فوربز و نیز فایننشیال تایمز اشاره کرد. پیتر دچرنی که یکی از نویسندگان در فوربز است، این کتاب را به یک کنفرانس تد تشبیه کرده که با خواندن آن در کنار هوشمدترین فرد حاضر در سالن می‌نشینیم. این کتاب همچنین در فهرست ۱۶ کتاب جدیدی که توسط فوربز برای مطالعه در سال ۲۰۱۶ معرفی شده قرار گرفت.